# Guido Crepax
Guido Crepax (n. Guido Crepas, Milão; 15 de julho de 1933 - 31 de julho de 2003) foi um artista, ilustrador e autor de histórias em quadrinhos italiano. Celebrizou-se sobretudo com as histórias de sua personagem Valentina, criada em 1965 e caracterizada por uma série em quadrinhos que envolve conteúdo erótico e artístico, sendo bastante representativa do espírito estético da década de 1960. Notabilizou-se também pela linguagem sofisticada, "cinematográfica", de seus desenhos. É considerado também um dos principais nomes dos quadrinhos europeus de temática adulta na segunda metade do século XX.